# Voria Ghafouri
Pour l’article homonyme, voir Nemam Ghafouri.
Voria Ghafouri (en kurde : وریا غەفووری, romanisé : Wirya Ghefûrî ; en persan : وریا غفوری), né le 18 septembre 1987 à Sanandaj au Kurdistan iranien, est un footballeur iranien qui joue en tant que capitaine du Foolad, club de Ligue pro du Golfe persique, et pour l'équipe nationale d'Iran. Il a joué la majeure partie de sa carrière comme arrière-droit et, occasionnellement, comme ailier droit. 

## Biographie
Avant de rejoindre le club Esteghal en 2016, Ghafouri a passé deux années avec le Sepahan SC, couronnées par une victoire en Championnat d'Iran en 2015. Ghafouri a débuté en sélection nationale en 2014 contre la Corée du Sud. Il faisait partie de l'équipe d'Iran lors de la Coupe d'Asie des nations en 2015 puis en 2019. Il compte 28 sélections en équipe nationale. 
Il a dû quitter l'Esteghal FC en juillet 2022 en raison de ses prises de position à l'égard du régime de la République islamique. Il n'a pas été sélectionné pour la Coupe du Monde au Qatar. Accusé de « propagande », il a été arrêté le 24 novembre, pendant les manifestations de 2022,. Il a en effet appelé le régime à mettre fin aux violences contre les Kurdes. Le 26, l'agence de presse iranienne Fars annonce sa libération sous caution,. Son épouse  dément la nouvelle et l'ONG kurde Hengaw confirme que le footballeur est toujours détenu à la prison d'Evin. Mais sa libération est confirmée par les médias. 
Après son départ de l'Esteghal FC, il rejoint le Foolad. 